# Finella dubia
Finella dubia is een slakkensoort uit de familie van de Scaliolidae. De wetenschappelijke naam van de soort is voor het eerst geldig gepubliceerd in 1840 door d’Orbigny als Chemnitzia dubia.